# Nightline
Nightline er tv-nyhedsprogrammet om natten om det amerikanske tv-netværk ABC. Showet debuterede den 24. marts 1980.